# 제곱 인치 당 파운드
제곱 인치 당 파운드(영어: pound per square inch), 정확하게는 제곱 인치 당 파운드힘(영어: pound-force per square inch, 기호는 psi, lbf/in2, lbf/in2, lbf/sq in, lbf/sq in)는 애버더포와 단위로 나타낸 압력이나 응력 단위다. 이 단위는 1 제곱 인치 넓이에 1 파운드힘이 누르는 압력이다.
1 제곱 인치당 파운드는 약 6894.757 Pa이다.
제곱 인치당 천 파운드는 ksi로 표기한다.

## 크기
- 혈압 – 사람 몸의 평균 혈압 (120/80): 2.32psi/1.55psi
- 자동차 터보 차저의 급기 압력:Pg = 6–15psi
- 평균 해수면에서 대기압: Pa = 14.7 psi
- 자동차 타이어 최대 압력(보통): Pg = 32 psi
- 자전거 타이어 최대 압력(보통): Pg = 65 psi
- 정비공장이나 정비소에 있는 공기 기구: Pg = 90 psi
- 철도 차량이나 자동차 공기 제동기 저장 최대 압력: 90 psi ≤ Pg ≤ 120 psi
- 도로 자전거 타이어최대 압력: Pg = 120 psi
- 증기 기관차 연관 보일러 (영국, 20세기): 150 psi ≤ Pg ≤ 280 psi
- 유니온 퍼시픽 빅보이 증기 기관차 보일러: 300 psi
- 천연 가스관: 800 to 1000 psi
- 스쿠버 다이버 탱크 최대 압력: Pg = 3000 psi
- 상업용 제트 비행기 유압: 3000 psi
- 에어버스 A380 유압 시스템: 5000 psi
- 워터젯 절단기: 40,000–100,000 psi
- 쇠 영률: 30 Mpsi or 30,000,000 psi

## 변환
| v • d • e • h | 파스칼 (Pa) | 바 (bar)      | 공학 기압 (at) | 기압 (atm)  | 토르 (Torr)        | 제곱 인치 당 파운드 (psi) |
| ------------- | ----------- | ------------- | -------------- | ----------- | ------------------ | ------------------------- |
| 1 Pa          | ≡ 1 N/m2    | 10−5          | 1.0197×10−5    | 9.8692×10−6 | 7.5006×10−3        | 145.04×10−6               |
| 1 bar         | 100,000     | ≡ 106 dyn/cm2 | 1.0197         | 0.98692     | 750.06             | 14.504                    |
| 1 at          | 98,066.5    | 0.980665      | ≡ 1 kgf/cm2    | 0.96784     | 735.56             | 14.223                    |
| 1 atm         | 101,325     | 1.01325       | 1.0332         | ≡ 1 atm     | 760                | 14.696                    |
| 1 Torr        | 133.322     | 1.3332×10−3   | 1.3595×10−3    | 1.3158×10−3 | ≡ 1 Torr; ≈ 1 mmHg | 19.337×10−3               |
| 1 psi         | 6,894.76    | 68.948×10−3   | 70.307×10−3    | 68.046×10−3 | 51.715             | ≡ 1 lbf/in2               |

## 같이 보기
- 단위 변환